# IC 1036
IC 1036 је спирална галаксија у сазвјежђу Волар која се налази на листи објеката дубоког неба у Индекс каталогу.
Деклинација објекта је + 18° 6' 41" а ректасцензија 14h 38m 22,7s. Привидна величина (магнитуда) објекта IC 1036 износи 14,8 а фотографска магнитуда 15,6. IC 1036 је још познат и под ознакама CGCG 104-56, PGC 52320.